# آرثر كولينز
آرثر كولينز (بالإنجليزية: Arthur Collins)‏ (16 سبتمبر 1902 في المملكة المتحدة - 1 مارس 1974 بتشيسترفيلد في المملكة المتحدة) هو لاعب كرة قدم بريطاني (وحمل سابقاً جنسية المملكة المتحدة لبريطانيا العظمى وأيرلندا) في مركز حراسة المرمى. لعب مع ديربي كاونتي ونادي برينتفورد ونادي سكاربورو ونادي مانسفيلد تاون.